# Mercedes-Benz CLK DTM AMG
Mercedes-Benz CLK DTM AMG — спорткар от компании Mercedes-Benz на базе модели C209 CLK-класса, победившей в 9 из 10 гонок в сезоне DTM 2003 года, созданный для участия в гонках Deutsche Tourenwagen Masters. Самый быстрый 4-местный кабриолет на момент выпуска.

## История
Первое поколение CLK было представлено в 1996 году, через 3 года после выпуска моделей Mercedes-Benz W202 C-класса.
В 2003 году Бернд Шнайдер, управляя автомобилем Mercedes-Benz C209, одержал победу в гонках Deutsche Tourenwagen Masters.
В 2004 году на базе победной C209 CLK-класса была выпущена специальная версия автомобиля под названием CLK DTM AMG, которая соответствовала спецификациям серии гоночных автомобилей Deutsche Tourenwagen Masters, где одними из условий являлись использование атмосферных 4,0 л V8 двигателей и ограничение по мощности до 500 лошадиных сил. 100 моделей в кузове купе и 100 кабриолетов было выпущено на продажу в Европе с использованием двигателя AMG V8 5,4 л. с. нагнетателем, выдававшего мощность в 428 кВт (582 л. с.) и 800 Н·м. Передняя и задняя колея расширились на 74 и 110 мм соответственно. Специальные шины и модификация подвески позволили автомобилю получить 13 м/с2 бокового ускорения. Разгон до 100 км/ч составлял 3,9 секунды, максимальная скорость была ограничена электроникой до 320 км/ч (200 миль/ч).
Стоимость автомобиля в Германии составила 236060 евро с учётом уплаты всех налогов. CLK DTM AMG производился только в 2004 году, а первая партия автомобилей предоставлялось только по специальному заказу или приглашению.
CLK DTM AMG в кузове кабриолет выпускался до 2006 года. Ограничение по скорости у него было понижено до 300 км/ч.
Владельцами редкого автомобиля Mercedes-Benz CLK DTM AMG являются Хуан Пабло Монтойя (бывший гонщик Формула-1 McLaren) и Мика Хаккинен (выступал в DTM 2005—2007 годах). Кроме того, владельцами версии CLK DTM с жёсткой крышей являются Кими Райкконен и Дженсон Баттон.

## Технические характеристики

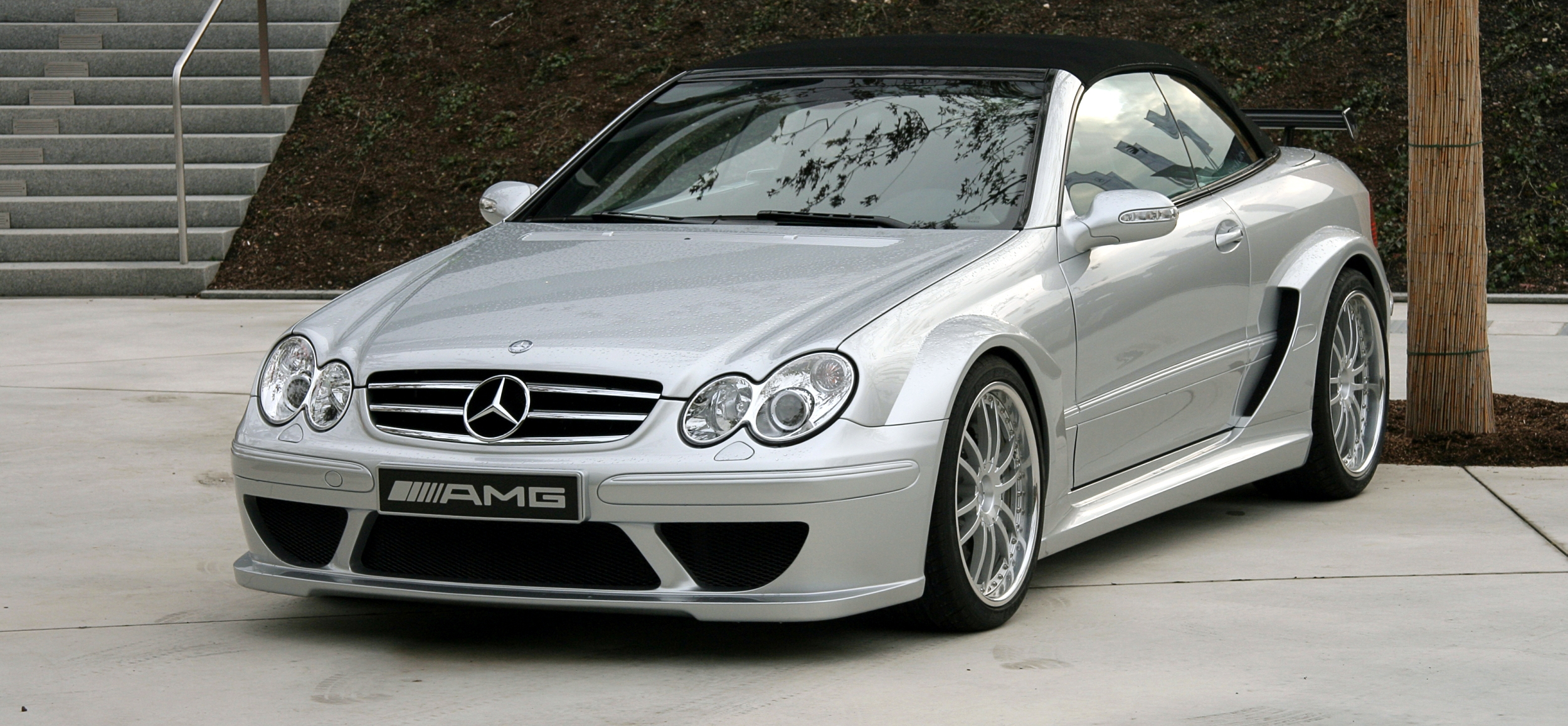
CLK DTM AMG в кузове кабриолет

Технические характеристики Mercedes-Benz CLK DTM AMG:
- Двигатель: Mercedes-Benz M113 E55 ML, V8 с компрессором
- Рабочий объём: 5439 см3, 3 клапана на цилиндр
- Распределительный вал: 2 верхних распределительных вала (цепной привод)
- Мощность: 582 л. с. (428 кВт) при 6100 об/мин
- Максимальный крутящий момент: 800 Н·м при 3500 об/мин (в соответствии с требованиями 80/1269/EEC, версия 1999/99/EC)
- Степень сжатия: 10,5:1
- Трансмиссия: 5-ст. AMG Speedshift АКПП
- Подвеска: независимая передняя и задняя
- Шины: передние 255/35 ZR-19, задние 285/30 ZR-20
- Ускорение: 
  - 50 км/ч — 2,0 с
  - 100 км/ч — 3,9 с
  - 200 км/ч — 10,9 с
  - 250 км/ч — 20,7 с
- Максимальная скорость (ограничена электроникой): 320 км/ч
- Снаряжённая масса: 1742 кг (в соответствии с директивой ЕС 92/21: водитель массой 68 кг, багаж массой в 7 кг, и бак, заполненный на 90 %)
- Масса пустого автомобиля: 1690 кг
- Длина, ширина, высота: 4650 / 1800 / 1360 мм соответственно
- Объём топливного бака: 92 л (62 + 30)
- Выброс CO2: 328 г/км